# Rudolph Sack

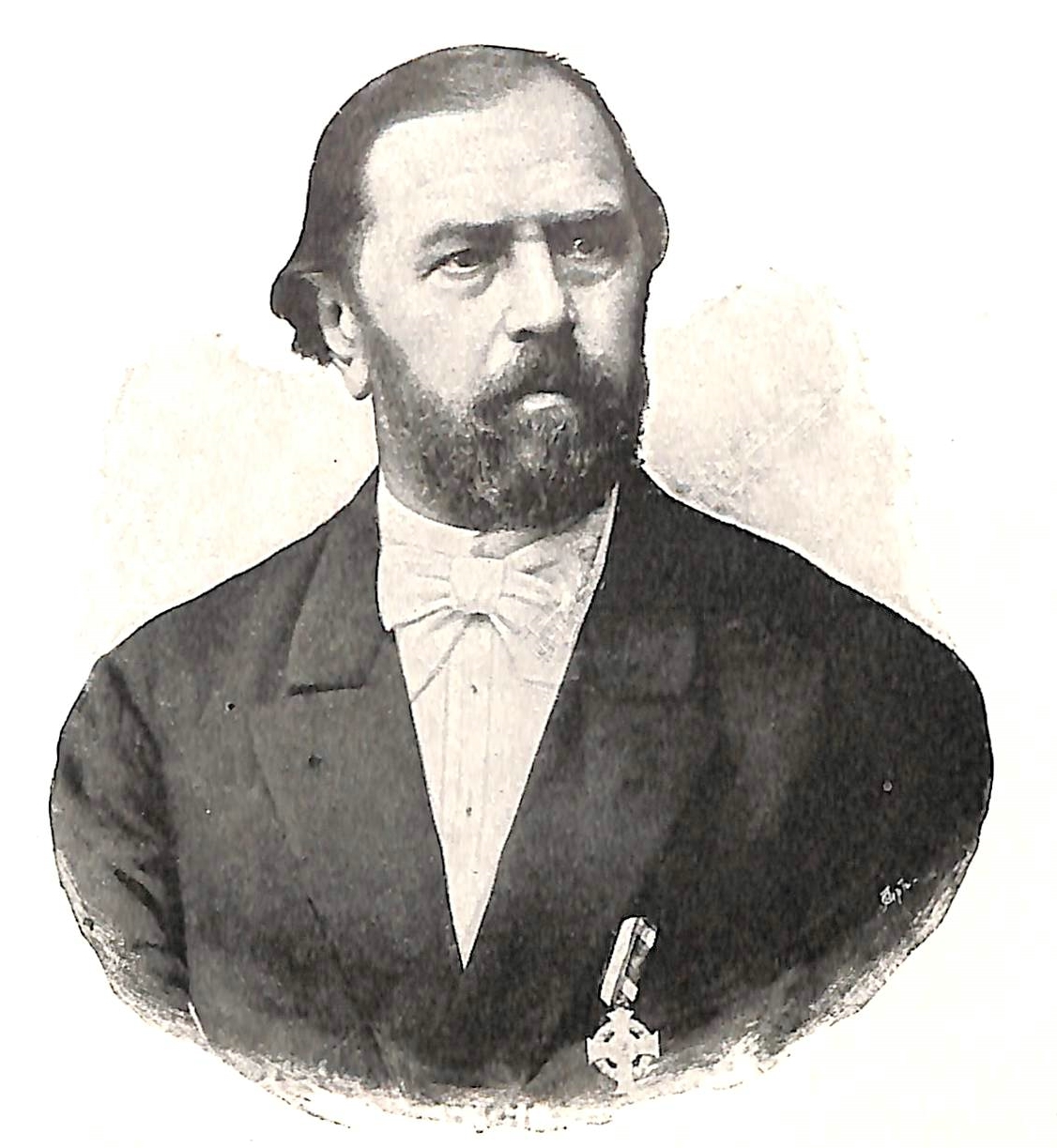
Rudolph Sack

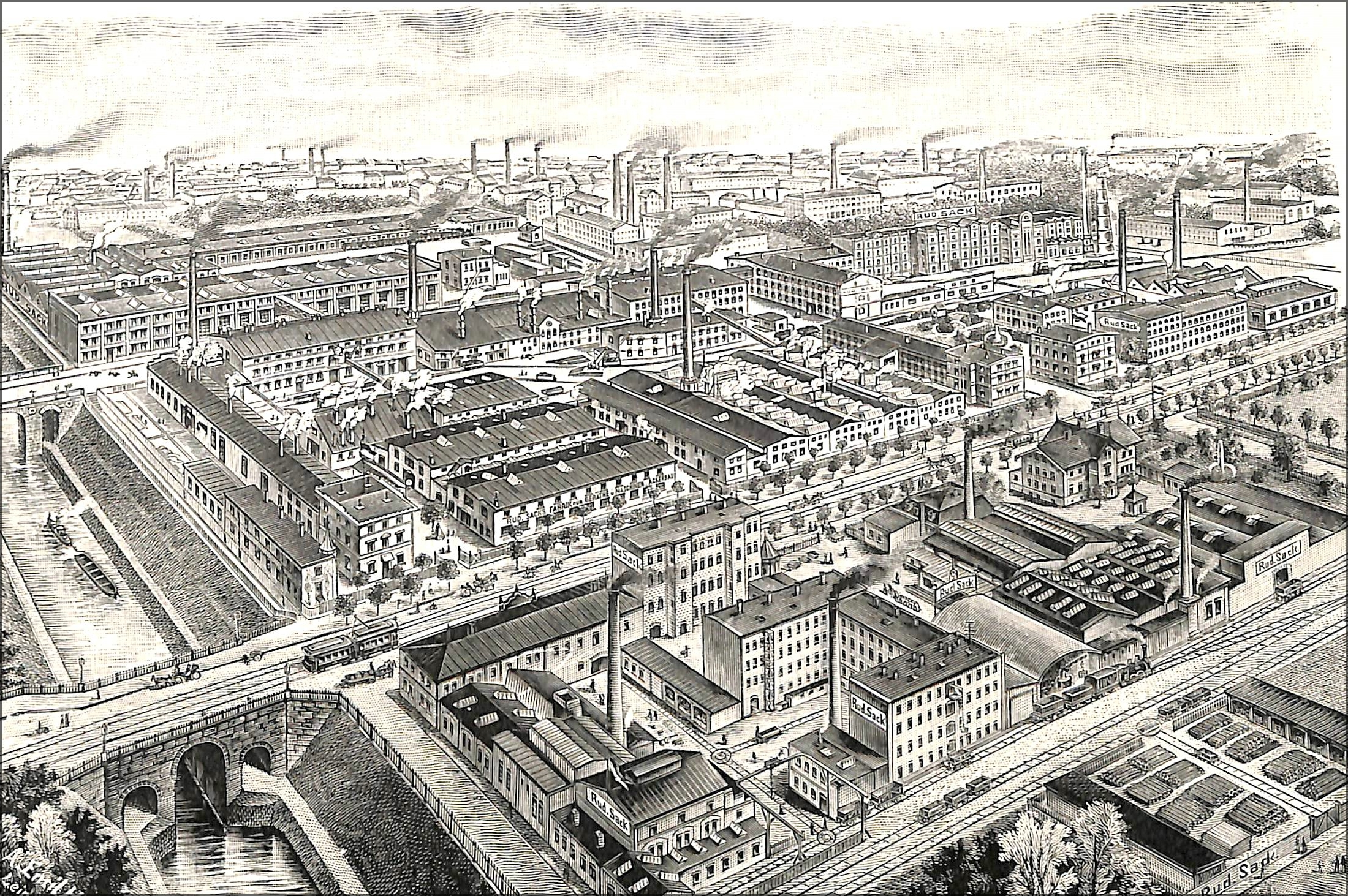
Ansicht der Fabrik in Leipzig-Plagwitz (um 1910)

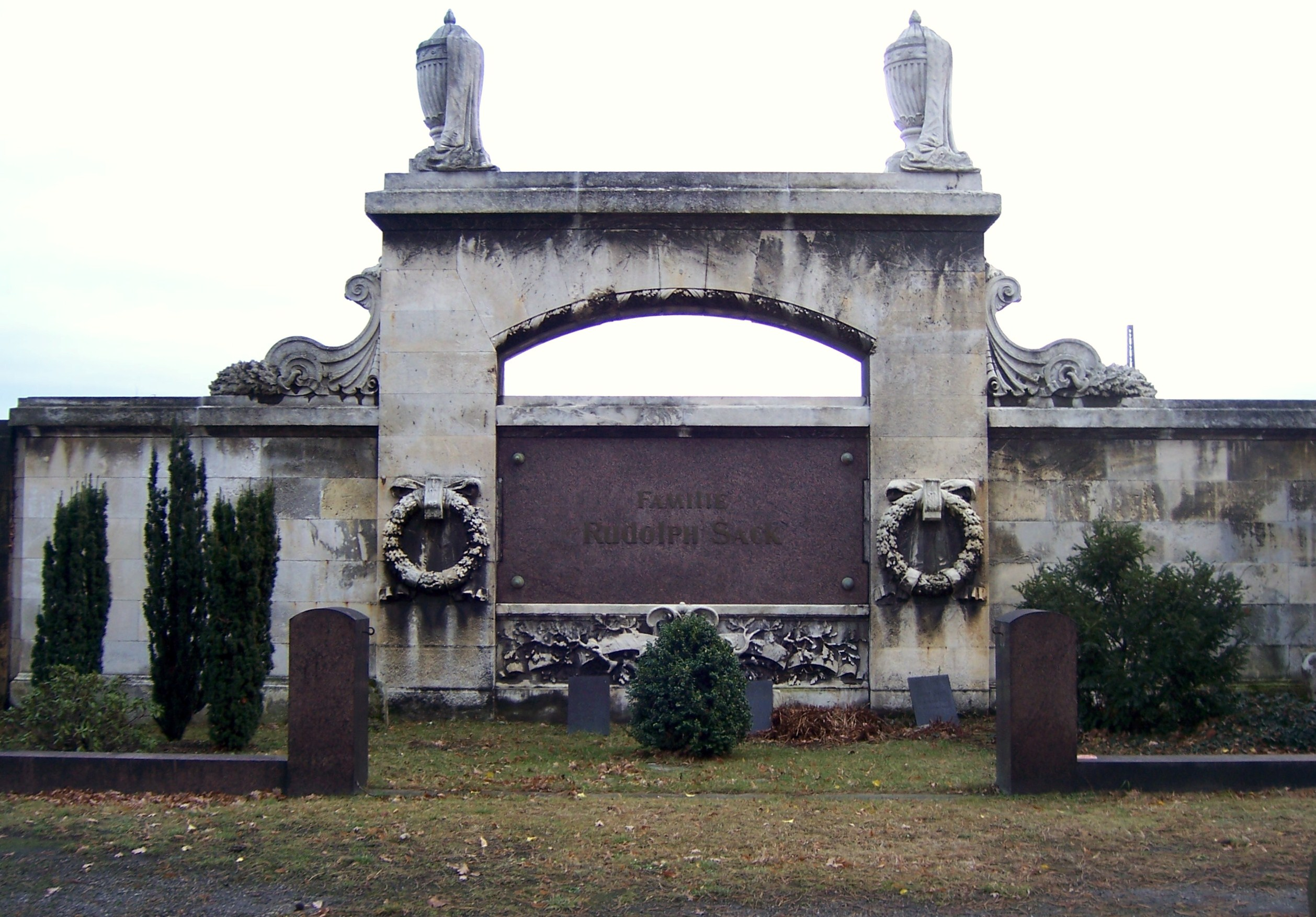
Erbbegräbnis der Familie Rudolph Sack, Friedhof Leipzig-Plagwitz

Christian Rudolph Sack (* 7. Dezember 1824 in Kleinschkorlopp; † 24. Juni 1900 in Leipzig) war ein deutscher Maschinenbau-Unternehmer.

## Leben
Sack war der Sohn eines Landwirtes. Sein Vater starb, als Rudolph vier Jahre alt war, so musste er schon früh auf dem Hof der Familie mitarbeiten. Er lernte bei einem Feldmesser in Leipzig das Zeichnen und die Grundlagen der Mathematik. 1842 verließ er den elterlichen Hof und arbeitete als Verwalter verschiedener Landgüter in der Provinz Sachsen. Nach dem Tod seines Stiefvaters 1855 übernahm er den elterlichen Hof und heiratete 1857 die Müllerstochter Adolphine Franke (1832–1896), mit der er zwei Söhne und zwei Töchter hatte.
Während seiner landwirtschaftlichen Tätigkeit wurde ihm bewusst, dass der Einsatz von maschineller Technik in der Landwirtschaft im Vergleich zu anderen Wirtschaftszweigen stark rückständig war. Obwohl der Fabrikant Schwarz schon in den 1820er Jahren erstmals Geräte aus Metall baute, bestanden der Großteil solcher Geräte immer noch aus Holz. 1850 baute Sack in Löben mit Unterstützung durch den Dorfschmied den ersten deutschen Pflug aus Eisen bzw. Stahl. Ab 1854 stellte er Pflüge auf Bestellung her. 1857 exportierte er 120 Pflüge nach Kiew, später weitere 80. Der Auftraggeber, ein Graf, empfahl Sack, seine Produktion in das industriell hoch entwickelte Großbritannien zu verlegen. Dort ließ Sack seine Pflüge bei Garetts & Sons in Leiston, einer Kleinstadt 140 km nordöstlich von London, herstellen.
Anfang Mai 1863 gründete er auf Empfehlung des Leipziger Rechtsanwalts und Unternehmers Karl Heine (1819–1888) die Landmaschinenfabrik Rudolph Sack in Leipzig-Plagwitz, die sich zu einem der bedeutendsten Unternehmen in dieser Branche entwickelte. Von seinem Universalpflug wurden mehr als zwei Millionen Stück verkauft, die Jahresproduktion umfasste 1910 etwa 182.000 Stück.
Nachdem sich Rudolph Sack 1891 aus der Geschäftsleitung zurückgezogen hatte, übernahm sein Sohn Paul (1863–1923) das Unternehmen.

## Ehrungen
Schon bald nach dem Tode Rudolph Sacks wurde die Quaistraße entlang des Karl-Heine-Kanals und seines Betriebes in Leipzig-Lindenau nach ihm benannt. Nach 1946 ging diese im Betriebsgelände auf.
Am 6. Dezember 2000 wurde die Fröbelstraße in Leipzig-Plagwitz in Rudolph-Sack-Straße umbenannt.